# HTV-8
HTV-8, 또는 고노토리 8호기(일본어: こうのとり8号機)은 일본 우주항공연구개발기구에서 8번째로 쏘아올린 우주 스테이션 보급기이다. 2019년 9월 24일 16시 05분 05초, HTV-8을 탑재한 H-IIB로켓 8호기가 다네가시마 우주 센터에서 발사되었다. 2019년 9월 9일 21시 33분 29초 (UTC)에 발사될 예정이었으나, 이 날 18시 05분경 발사장에서 화재가 발생해 발사가 중단되었다. 이후 9월 23일 16시 30분으로 발사가 연기되었으나, 9월 25일 13시 57분 (UTC)에 발사 예정이던 소유즈 MS-15와 간섭할 가능성이 생겨, 9월 24일 16시 05분 05초 (UTC)로 한번 더 연기되어 발사되었다.

## 특징
일본의 우주 스테이션 보급기의 여덟 번째 기체다.
HTV-8과 다음 기체인 HTV-9에는, HTV-X에 적용될 기술들을 사전에 검증하는 목적을 겸한 개량이 이루어졌다.
첫 번째가 자세 제어 센서로, HTV-7까지는 지평선 센서(Horizon sensor)를 이용했으나, 기존의 지평선 센서가 단종되어 조건에 맞는 대체품이 없어지자, HTV-X에서 채용될 예정이였던 항성 센서를 먼저 채용하게 되었다.

두 번째가 가압부의 보급 랙으로, HTV-X를 위해 개발된 신형 화물 탑재용 랙(HTV 보급 랙 TYPE 6)이 채용되었다. 이에 따라 화물 수송량이 340CTB(Cargo Transfer Bag, 1CTB = 502mm × 425mm × 248mm)에서 364CTB로 증가했다.
세 번째로, HTV의 선외실험장치탑재용 팔레트의 끝부분에 장착되어, 캐나다암2가 팔레트를 비가압부 캐리어에 넣을 때 사용하던 카메라가 변경되었는데, HTV-7까지는 캐나다산 HTV 버씽 카메라 시스템(HTV Berthing Camera System:HBCS)을 사용했으나 HTV-8부터는 일본산 JAXA 버씽 카메라 시스템 (JAXA Berthing Camera System:JBCS)을 채용했다.
네 번째로, 로봇 팔이 그래플 픽스쳐 (Flight Releasable Grapple Fixture) 포획에 실패하거나, 도킹을 제대로 되지 않았을 때 사용하는 분리장치를 동일 사양의 일본산 제품으로 변경하는 등, 이외에도 9가지 항목에서 개량이 이루어졌다.
HTV-5, HTV-6, HTV-7에 이어 HTV-8에서도 신선 식품을 보내게 되었다. 신선 식품들은 신선도가 떨어지지 않도록 발사 3일 전에 탑재됐다. 신선 식품의 취급 기간을 최대 4개월까지로 정해둔 덕분에 전술한 화재 사고로 인한 발사 일정 연기에도 큰 문제 없이 식품을 나를 수 있었다. HTV가 국제우주정거장에 가는 동안에도 신선도를 유지하기 위해 가압부 캐리어 내부의 온도를 20 °C~22 °C 사이로 조정함으로써 신선도를 유지했다. 여담으로 이번에 HTV-8이 전달한 신선 식품중 홋카이도산 양파가 땅 냄새가 가장 잘 난다는 이유로 승무원들에게 호평을 받았다.
또한, HTV-6, HTV-7에 이어 HTV-8에서도 국제우주정거장용 신형 리튬 이온 전지 6대를 실어 나른다. 니켈 수소 전지 12대 리튬 이온 전지 6대를 교환하는 작업을 진행하기 위해서, 국제우주정거장의 로봇 암이 닿지 않기 때문에 모두 승무원의 선외 활동을 통해 교환한다. 해체된 니켈 수소 전지중 3대는 국제우주정거장에 보관하고, 나머지 9대는 HTV-7의 선외실험장치탑재용 팔레트에 장착시킨 후, HTV-8에 탑재시켜 대기권 재진입시 폐기 처분했다. 계획상 HTV-7의 외부실험장치탑재용 팔레트는 국제우주정거장의 로봇 암을 이용해 폐기할 예정이었으나, HTV-8을 이용해 폐기하게 되었다. 이 때문에 리튬 이온 전지의 교환 작업을 HTV-8 도킹 해제 전까지 완료한다는 제약이 생겼다. 10월 안으로 전지 교환 작업을 모두 완료할 예정이었는데, 일부 전지밖에 교체하지 못한 채로 전지 충전/방전 유닛 (Battery Charge Discharge Unit:BCDU)이 고장나, 계획이 변경되었다. 결국 HTV-8이 국제우주정거장에 도킹해 있는 동안 전지 교환 작업을 두 번 밖에 하지 못했다.

## 화물
HTV-8은 가압부 약 3.4t, 비가압부 약 1.9t, 총 5.3t의 화물을 국제우주정거장에 보냈다.

### 가압부
- 일본 우주항공연구개발기구의 화물:[25][13]
  - 키보 모듈 정비용 부품
  - 세포 배양 장치 추기 실험 에리어 (Cell Biology Experiment Facility-Left:CBEF-L)
  - 소형 위성 방출 기구 (JEM Small Satellite Orbital Deployer:J-SSOD)
  - 초소형 위성 (CubeSat) 3대
    - NARSSCube-1, AQT-D, RWASAT-1

  - 소형 위성 광통신 실험 장치 (Small Optical Link for International Space Station:SOLISS)
  - 행성 표면 유연 지반 중력 의존성 조사 장치 (Hourglass)
  - 실험용 가스 보틀 (고농도 산소 기체, 약 100기압, 산소 45%, 질소 55%)
  - 정전 부유로 (Electrostatic Levitation Furnace:ELF)의 샘플 카트리지
- 미 항공우주국의 화물:[25][13]
  - 식료품과 우주인 생활 용품 (일본 우주항공연구개발기구가 준비. 홋카이도산 양파 (HTV-6, 7에 이은 3번째), 미야기현산 파프리카 (HTV-7에 이어 2번째), 오카야마현산 오로라블랙과 샤인머스켓 (HTV-7에 이어 2번째)[26][27][15]
  - 저수 시스템 (Water Storage System:WSS)용 신형 물 탱크 8대 및 음료수[28]
  - 질소·산소 보충 시스템 (Nitrogen Oxygen Recharge System:NORS)탱크 질소, 산소 각각 1대씩 총 2대
- 긴급 탑재품:
  - 원격 전력 제어 모듈 (RPCM)[29]

### 비가압부
- 미 항공우주국의 화물:[25][13]
  - 국제우주정거장용 리튬 이온 전지 6개 (개당 가로 94cm, 세로 103cm, 높이 48cm, 197kg)[30]

## 운용
- 2019년 9월 24일 16시 05분 05초 (UTC) - H-IIB 8호기가 다네가시마 우주 센터에서 발사되어 약 15분 2초후 HTV-8이 로켓으로부터 정상적으로 분리.[31]
- 2019년 9월 28일 11시 13분 (UTC) - 국제우주정거장의 로봇 팔에 의해 포획.[32]
- 2019년 9월 28일 15시 55분 (UTC) -국제우주정거장과 도킹 작업이 완료.[33][34]
- 2019년 9월 26일 17시 14분 (UTC) - 국제우주정거장의 승무원이 HTV-8에 입실.[35]
- 2019년 11월 1일 15시 20분 (UTC) - 국제우주정거장과 도킹 해제.[36]
- 2019년 11월 3일 약 02시 09분 (UTC) - 대기권 재진입.[37]